# Castillo de Torrecilla de Lagartera

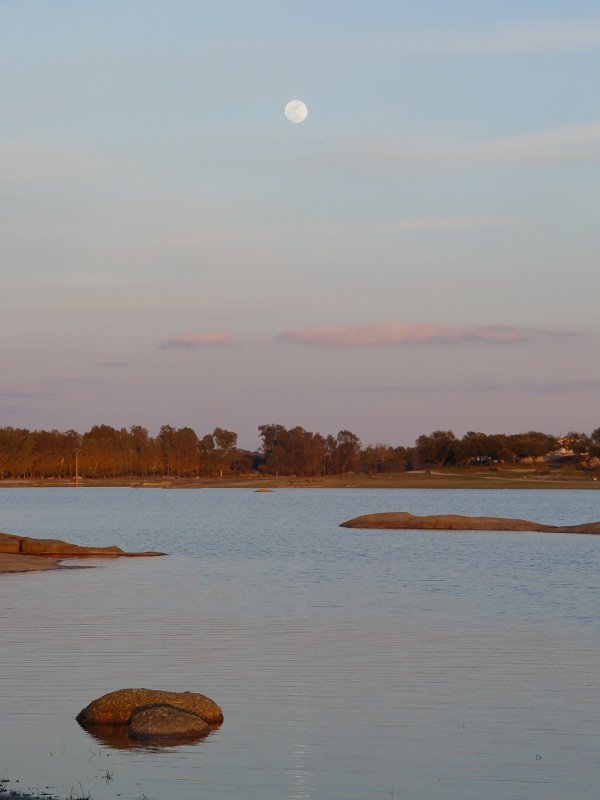
Vista del pantano de Valdesalor, a los pies del castillo

El castillo de Torrecilla de Lagartera es un castillo perteneciente al término municipal español de Cáceres, en la comunidad autónoma de Extremadura, a medio camino entre las localidades cercanas de Valdesalor y Torreorgaz. Forma parte de la Lista roja de patrimonio en peligro de Hispania Nostra.
Está situado en un cerro, no muy alto, junto al pantano de Valdesalor desde donde se domina la parte alta del río Salor y el pueblo del mismo nombre que es una entidad local menor de la ciudad de Cáceres creada por el Instituto Nacional de Colonización en el año 1963 Su silueta es la insignia del dominio señorial sobre la dehesa del mismo nombre y en la actualidad está abandonado y en estado de semi ruinas. La Torre del homenaje es del siglo XIV donde permanece su  almenado completo. Posteriormente se le fueron añadiendo otra serie de edificaciones y que, a pesar de su mal estado, aún permanecen partes de sus fuertes muros. Como elementos defensivos dispone de un matacán sobre la puerta principal, saeteras en los muros y los  matacanes en la parte alta de la muralla periférica. Resultó prácticamente destruido durante la Guerra de la Independencia.